# Pang Csien-jü
Pang Csien-jü (庞倩玉, pinjin: Páng Qiàn-yù, 1996. november 13. –) kínai női szabadfogású birkózó. A 2018-as birkózó-világbajnokságon bronzérmet nyert 53 kg-os súlycsoportban, szabadfogásban. A 2016-os Ázsia Bajnokságon aranyérmet szerzett 53 kg-ban.

## Sportpályafutása
A 2018-as birkózó-világbajnokságon az 53 kg-osok súlycsoportjában megrendezett bronzmérkőzés során a lengyel Katarzsina Krawczyk volt ellenfele, akit 2–1-re legyőzött.